# 綿貫六助
綿貫 六助（わたぬき ろくすけ、1880年（明治13年）4月18日 - 1946年（昭和21年）12月19日）は、日本の陸軍軍人・小説家。

## 略歴
1880年（明治13年）4月18日、群馬県北勢多郡森下村（現・利根郡昭和村）の豪農の三男として生まれた。1896年（明治29年）、17歳の時に陸軍教導団に合格した。1903年（明治36年）11月、陸軍士官学校（15期）を卒業した後、歩兵第29連隊に入隊した。1904年（明治37年）2月に陸軍歩兵少尉に任官して日露戦争に参戦し、1906年（明治36年）に帰国し、勲五等双光旭日章を授与された。同年3月に福島県出身の女性と結婚し、4男1女をもうけた。
1912年（明治45年）5月、歩兵大尉に昇進し、歩兵第65連隊中隊長を務めていたが、1914年（大正3年）に軍旗祭で不適切な行為を起こしたため除隊された。その後は恩給のみで生活できなかったため、妻子を実家に帰した後、1915年（大正4年）に早稲田大学文学部英文学科に合格した。1918年（大正7年）に卒業し、東京府立第三中学校の英語教師となった後、1922年（大正11年）にプロの作家に転身した。生涯に100部以上の小説を書き下ろした。
晩年は生活が困窮し、交友関係があった児童文学者のおのちゅうこうや歌人の生方たつゑなどから経済的な援助を受けていた。1946年（昭和21年）12月19日死去、66歳没。

## 栄典
- 1904年（明治37年）4月7日 - 正八位[4]
- 1905年（明治38年）8月18日 - 従七位[5]
- 1910年（明治43年）9月30日 - 正七位[6]

## 作家活動
早稲田大学在学中から小説を書き始め、1922年に雑誌の連載が始まったきっかけに教師を辞めて小説家となった。テーマは戦記や自伝的な男色小説がメインである。なお、作中では老年の男性を対象とする老人性愛的な描写が多く見受けられる。

### 作品
- 戦争
- 霊肉を凝視めて（短編小説集）
  - 家庭の憂鬱
  - 戦場小話五篇
  - 春の外套
- 私の変態心理
- 丘の上の家
- 空閑大隊長 武人の鑑
- 大日本軍旗物語
- 探偵将軍明石元二郎 日露戦争牒報秘史
- 磔茂左右衛門（『朝日新聞』で連載あり）
- 『霊肉を凝視めて 創作』自然社, 1923
- 『戦争』聚芳閣, 1924
- 『空閑大隊長 武人の鑑』池上浩 絵. 金蘭社, 1932
- 『日米開戦米機遂に帝都を襲撃?』極東出版社, 1933
- 『探偵将軍明石元二郎　日露戦争牒報秘史』記録文学叢書 第4巻 河出書房, 1937
- 『創設から現今まで陸軍名物男』森田書房, 1937